# 6-й округ департамента Сомма
6-й избирательный округ департамента Сомма существовал до 2012 года и включал четыре кантона округа Амьен: Виллер-Бокаж, Конти, Корби, Пуа-де-Пикарди и пять кантонов округа Мондидье: Аи-сюр-Нуа, Мондидье, Морёй, Розьер-ан-Сантерр и Руа.
Согласно закону о реорганизации избирательных округов 2009 г. 6-й округ был упразднён, и на выборах в Национальное собрание в 2012 г. составлявшие его кантоны разделены между 4-м и 5-м округами.
|  | Начало срока      | Конец срока       | Депутат   | Партия                         |
|  | ----------------- | ----------------- | --------- | ------------------------------ |
|  | 20 июня 2007 г.   | 17 июня 2012 г.   | Ален Жест | Союз за народное движение      |
|  | 19 июня 2002 г.   | 19 июня 2007 г.   | Ален Жест | Союз за народное движение      |
|  | 01 июня 1997 г.   | 18 июня 2002 г.   | Жак Флёри | Социалистическая партия        |
|  | 02 апреля 1993 г. | 21 апреля 1997 г. | Ален Жест | Союз за французскую демократию |
|  | 23 июня 1988 г.   | 01 апреля 1993 г. | Жак Флёри | Социалистическая партия        |

## Результаты выборов
Выборы депутатов Национального собрания 2007 г.:
|                | Кандидат                    | Партия                            | Первый тур | Первый тур     | Второй тур | Второй тур |
| Кол-во голосов | Кандидат                    | Партия                            | % голосов  | Кол-во голосов | % голосов  |            |
| -------------- | --------------------------- | --------------------------------- | ---------- | -------------- | ---------- | ---------- |
|                | Ален Жест                   | Союз за народное движение         | 21 573     | 43,07          | 25 171     | 50,72      |
|                | Жак Флёри                   | Социалистическая партия           | 16 003     | 31,95          | 24 457     | 49,28      |
|                | Патрис Дальрю               | Национальный фронт                | 3 182      | 6,35           |            |            |
|                | Франс Матьё                 | Демократическое движение          | 2 487      | 4,96           |            |            |
|                | Паскаль Дашё                | Партия зеленых                    | 1 485      | 2,96           |            |            |
|                | Моник Ленн                  | Охота, рыбалка, природа, традиции | 1 419      | 2,83           |            |            |
|                | Фредерик Лемуан             | Прочие левые                      | 1 243      | 2,48           |            |            |
|                | Жан-Кристоф Ириарте Арриола | Крайне левые                      | 985        | 1,97           |            |            |
|                | Ив Пюи                      | Крайне левые                      | 536        | 1,07           |            |            |
| Прочие         | Прочие                      | Прочие                            |            | менее 1 %      |            |            |